# Mukti Gabriels
Mukti Gabriels (Antwerpen, 21 december 1974) is een Belgische muzikant, vooral bekend als gitarist van Evil Empire orchestra, Antwerp Gipsy-Ska Orkestra en Belgian Asociality.

## Biografie

### Als gitarist
Gabriels begint op 15-jarige leeftijd gitaar te spelen en wordt als gitarist van Skatta snel actief in de underground hardcore punk live-scene, met kleine tours in o.a. Engeland en Duitsland.
Op 19 jaar wordt hij gitarist bij Tachyon, een meer technische melodische punkband in de stijl van NOFX, Lagwagon, .. De andere leden zijn 10 jaar ouder en speelden bij bekende groepen van de punk-explosie begin jaren 80. (Zyklome A, Eardamage, ..)
Vanaf dit moment zijn er andere invloeden merkbaar in zijn gitaarspel zoals rock, blues, reggae en ska.
Van 1999 tot 2009 maakt hij deel uit van Belgian Asociality, een humoristische punkband met een Gouden plaat. Op de albums Wakker Worre en vooral KaBAal wordt Gabriels gradueel actiever als songwriter en heeft hij ook een hand in het editen van enkele studio-opnames.
In 2003 staat hij mee aan het ontstaan van het Antwerp Gipsy-Ska Orkestra, een crossover band die Roma-muziek vermengt met Jamaicaanse ska en reggae. De groep speelt in heel Europa en wordt gevolgd door een reporter van het weekblad Humo tot in Ulan-Ude. De band speelt meerdere malen op de grootste festivals van Europa zoals Sziget, Lowlands en Boomtown Fair. In 2017 stapt hij uit de groep net na de opnames van het vierde studio-album Black Panther.
2015 brengt een koerswijziging met het Evil Empire Orchestra. Deze band wordt omschreven als een wilde crossover van psychedelische souljazz en garagefunk en vocalen van frontvrouw Kimberly Dhondt (ook van Hooverphonic). In 2017 verschijnt de debuut-EP op Dox Records die meteen wordt opgepikt door het TV programma De wereld draait door. Na een nummer te brengen voor 1 miljoen kijkers staan zij in 2018 op vele festivalpodia in Nederland.
Vanaf 2017 is hij ook te zien bij Mariachi Reloaded, een crossover band die Mexicaanse mariachi muziek versmelt met Latijns-Amerikaanse stijlen als Cumbia maar ook met Westerse rock en jazz. Ook deze band heeft vooral succes in Nederland met optredens op Paaspop (Schijndel), Zwarte Cross, ...
Naast deze projecten doet Gabriels geregeld vervangingen bij andere bands.

### Als drummer
Als jonge twintiger speelt hij enkel jaren drums bij een grindcore punktrio, genaamd 'Moss'.

### Als conceptueel muziekmaker
Voor het 3de album van Kapitein Winokio 'Ik zag 3 beren' schreef Gabriels het nummer 'Een aapje wou eens vrolijk zijn', gebaseerd op een traditioneel kinderliedje. Hij schreef de tekst, muziek en het arrangement en verzorgde ook de opnames en de mix. De andere muzikanten van Antwerp Gipsy-Ska Orkestra speelden het arrangement in. Enrique Noviello en Martin Furia ondersteunden bij de eerste fase van de opname en mix.

### Als acteur en schrijver
In 2014 schrijft hij 'Maanmanneke', een muziektheaterstuk met poppenspel. Hij creëert hiervoor de muziek, het script en het decor. Als acteur speelt hij zelf een dubbelrol waarin ook zijn gitaarspel aan bod komt. Myriam Lejeune is de poppenspeelster. Dit stuk wordt in 2015 en 2016 uitgevoerd in culturele centra en woonzorgcentra.

### Als jurylid en muziekcoach
Gabriels jureert in wedstrijden voor jong muziektalent, georganiseerd door 'Frappant' van de Provincie Antwerpen. Andere juryleden zijn o.a. Steven Cornillie (K's Choice), Roel Van Camp (DAAU), Reinert D'Haene (Ashbury Faith), Jeroen Swinnen (Daan, Yum), ...

### Als visueel artiest
Hij wordt sporadisch vermeld in credits voor layouts van albumhoezen, videoclips, logo's, websites en dergelijke.

## Opleidingen
Oorspronkelijk autodidact, begint Gabriels als jonge twintiger klassieke gitaar te studeren aan de muziekacademie te Antwerpen. Hierna volgen 4 jaren dagopleiding bij JazzStudio waar hij in 2006 afstudeert. Later volgt hij ook les in de muziekacademie als pop-jazz zanger bij Helena Fontyn en studeert af in 2015.

## Discografie

### Met Evil Empire Orchestra
- Start a Fire (2019)
- EP (2017)

### Met Antwerp Gipsy-Ska Orkestra
- Black Panther (2017)
- Kilo Gipsyska (2015)
- I Lumia Mo Kher (2011)
- Tuttilegal (2007)

### MetBelgian Asociality
- KaBaal (2009)
- Wakker Worre (2001)

### MetTachyon
- Burning Shoes (2001)
- Tachyon (1995)